# Гладијатори у БГ Арени
Гладијатори у БГ Арени је двоструки и пети уживо албум српског и бившег југословенског рок бенда Рибља чорба. Албум је снимљен на концерту Рибље Чорбе у Београдској арени, 10. марта 2007.

## Опште инфромације
Албум је објављен у децембру 2007. године, а снимљен  10. марта исте године. Објављен је под окриљен издавачких кућа Сити рекордс и M Factory.
У уводној нумери Остаћу слободан чује се звук мотоцикла који су кренули на концерт возећи се на бину. У нумери Нојева барка, Бора Ђорђевић чита своју песму са порнографским текстом Зашто све што је лепо има крај. У нумери Ветар дува, дува, дува Ђорђевић представља чланове бенда као осуђенике и бегунце оптужене за ратне злочине: Николу Зорића као Веселина Шљиванчанина, Мишу Алексића као Биљану Плавшић, Вицка Милатовића као Милорада Улемека Легију, Видоју Божиновића као Ратка Младића, а себе као Радована Караџића. Песме Када падне ноћ (Упомоћ), Погледај дом свој, анђеле, Остани ђубре до краја и Презир изводе Академски хор Обилић и Симфонијски оркестар Радио-телевизије Србије под диригентском палицом Војкана Борисављевића (у песмама Када падне ноћи (Упомоћ), Погледај дом свој, анђеле и Остани ђубре до краја) и клавијатуристе Николе Зорића (на песми Презир).
На омоту албума налази се Бора Ђорђевић, који је на истом учествовао као вокал, Видоја Божиновић био је на гитари, Никола Зорић на клавијатури, Миша Алексић на бас гитари, Мирослав Милатовић на бубњевима. На албуму су гостовали Војкан Борисављевић, академски хор „Обилић”, Симфонијски оркестар Радио-телевизије Србије, Оливер Јовановић и Сретен Милојевић.

## Листа песама

### Диск 1
| №   | Назив                       | Трајање |  |
| 1.  | Остаћу слободан             | 4:05    |  |
| 2.  | Звезда поткровља и сутерена | 2:47    |  |
| 3.  | Нојева барка                | 7:40    |  |
| 4.  | Србин је луд                | 3:53    |  |
| 5.  | Једини начин                | 3:21    |  |
| 6.  | Све и свја                  | 5:21    |  |
| 7.  | Нећу да испаднем животиња   | 4:27    |  |
| 8.  | Једино моје                 | 5:13    |  |
| 9.  | Последња песма о теби       | 4:14    |  |
| 10. | Било је жена                | 5:27    |  |
| 11. | Спонзори                    | 3:40    |  |
| 12. | Гастарбајтерска песма       | 4:20    |  |
| 13. | Зелена трава дома мог       | 4:21    |  |
| 14. | Ветар дува, дува, дува      | 5:23    |  |
| 15. | Два динара, друже           | 3:29    |  |
| 16. | Немој срећо, немој данас    | 4:21    |  |

### Диск 2
| №   | Назив                             | Трајање |  |
| 1.  | Јужна Африка '85 (Ја ћу да певам) | 4:20    |  |
| 2.  | Где си у овом глупом хотелу       | 5:12    |  |
| 3.  | Одлазак у град                    | 2:48    |  |
| 4.  | Авиону сломићу ти крила           | 4:41    |  |
| 5.  | Амстердам                         | 6:43    |  |
| 6.  | Кад сам био млад                  | 3:36    |  |
| 7.  | Љубав овде више не станује        | 4:50    |  |
| 8.  | Добро јутро                       | 6:12    |  |
| 9.  | Кад падне ноћ (Упомоћ)            | 8:07    |  |
| 10. | Погледај дом свој, анђеле         | 8:07    |  |
| 11. | Остани ђубре до краја             | 4:57    |  |
| 12. | Лутка са насловне стране          | 4:07    |  |
| 13. | Презир                            | 5:53    |  |